# Mulderplas
De Mulderplas is een voormalige slikvijver van de Staatsmijn Emma en Staatsmijn Hendrik in de buurtschap Thull in de Nederlandse gemeente Beekdaelen. In dit moeras werd het afvalwater van beide mijnen geloosd.
De oorspronkelijke Muldermolen stond op de plek waar het kolenslik geloosd werd. Dit was een moerassig gebied dat regelmatig onder water stond. Daarom werd deze molen in 1950 verplaatst naar de locatie van de huidige Muldermolen. In dit gebied stonden vroeger overal watermolens langs de Geleenbeek, maar nadat de Staatsmijnen de waterrechten hadden gekocht, raakten de meeste molens in verval, met uitzondering dus van de Muldermolen. Jarenlang, tot 1984 was dit gebied zwaar verontreinigd, en was het oppervlak rondom de vijver tot aan de nabij gelegen Geleenbeek bedekt met een dikke zwarte laag kolenslik. Na de grondige sanering die in 1984 is gestart, werd het hele gebied binnen enkele jaren omgevormd tot een natuurgebied waar zeldzame vogelsoorten zoals de ijsvogel voorkomen. Ook hebben enkele zeldzame vogelsoorten hier hun broedplek.
Links naast de Mulderplas (vanuit de kant Schinnen gezien) ligt de Alfa Bierbrouwerij, en aan de andere kant van de Mulderplas, achter de Geleenbeek, strekt zich een moerasbos zich uit in de richting van het voormalige mijnspoor waar tot in de jaren 70 de kolentreinen reden van de Staatsmijn Emma-Hendrik naar de haven van Stein.
De Mulderplas is geopend in 1989 ter ere van het 45-jarige jubileum van de visvereniging! 
Dit is een van de twee vijvers waar de visvereniging visrecht op heeft. De Mulderplas valt nu onder Natuurmonumenten. 
De oppervlakte van de vijver is 2,8 hectare groot, door een weelderige planten groei is ongeveer 2 hectare wateroppervlak bevisbaar. De diepte varieert van ongeveer 40 cm tot 2,5 meter.
Te vangen vis:
- Karper  
- Zeelt 
- Brasem
- Snoek 
- Baars
- Zonnebaars
- Paling  
- Winde
- Giebel
- Pos 
- Ruisvoorn
- Blankvoorn 